# タウンウォッチング
タウンウォッチング（town watching）とは、住民がまちづくりなどのために、地域の実情を学習する手法の一つ。

## 概要
まちの中の土地や建物や景観に見られる自然の営みや人間活動の様子について、設定したさまざまなテーマをもとに観察して歩き回り討論をすること。日常、地域で何気なく見過ごしている面白いことや意外な発見を期待して行う。